# NGC 2607
NGC 2607 est une galaxie spirale située dans la constellation du Cancer. NGC 2607 a été découverte par l'astronome britannique John Herschel en 1827.

## Caractéristiques
Sa vitesse par rapport au fond diffus cosmologique est de 3 755 ± 17 km/s, ce qui correspond à une distance de Hubble de 55,4 ± 3,9 Mpc (∼181 millions d'al).
NGC 2607 présente une large raie HI. Selon la base de données Simbad, NGC 2607 est une galaxie LINER, c'est-à-dire une galaxie dont le noyau présente un spectre d'émission caractérisé par de larges raies d'atomes faiblement ionisés.